# Villa San Donato

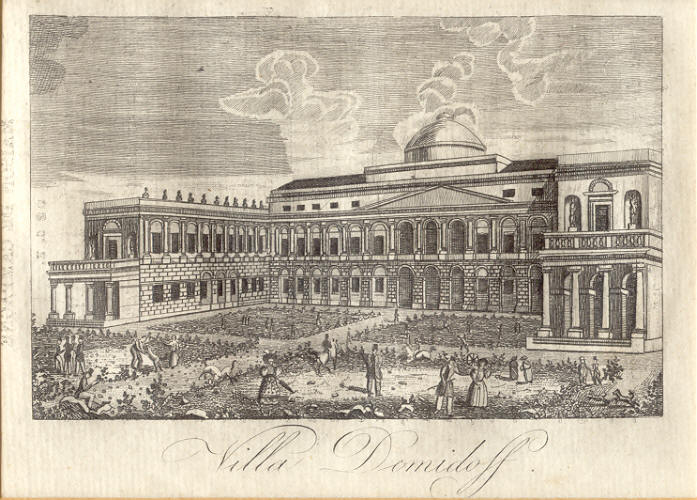
Villa San Donato (o Villa Demidoff), in una stampa del 1822

Villa San Donato o Villa Demidoff è una villa appartenuta alla famiglia Demidoff, tra le più belle ville ottocentesche di Firenze.
Gravemente danneggiata durante la seconda guerra mondiale, l'antico edificio andò incontro ad un consistente degrado, mentre la zona circostante fu circondata dai palazzi della periferia fiorentina; ridotto ormai ad uno scheletro, a partire dal 2012 i resti dell'edificio sono stati oggetto di un intervento di restauro e ricostruzione, al fine di ricavare appartamenti ad uso abitativo.

## Storia
Nicola Demidoff fu ambasciatore a Firenze dello Zar Alessandro I e fu un instancabile collezionista di opere d'arte. Egli comprò la zona paludosa a ridosso della chiesa di San Donato in Polverosa dai monaci di Santa Croce e iniziò a bonificare la zona per farvi costruire una magnifica villa. Fu iniziata nel 1822 dall'architetto Giovan Battista Silvestri, già responsabile di interventi agli Uffizi, in stile neoclassico, con un corpo principale e due ali laterali tese a formare una specie di piazzale, come a Palazzo Pitti. Vi collaborò anche Niccolò Matas.
La villa venne terminata dal figlio di Nicola, Anatolio Demidoff, nel 1831, il quale ricevette dal Granduca Leopoldo II il titolo di Principe Di San Donato. Egli trasferì alla villa tutte le magnifiche raccolte d'arte di famiglia, già conservate a Palazzo Serristori, e si prodigò nella decorazione del magnifico parco all'inglese e della villa stessa. Intorno alla villa furono anche piantati circa 5.000 gelsi, per l'allevamento del baco da seta e produzione della stessa. Lavorazioni tessili che venivano completate nel complesso di Pratolino, dove vi erano per esempio delle vasche per il candeggio, già quando la villa era di proprietà dei Lorena.
Una cupola, magnificamente affrescata da Carlo Morelli, coronava il salone da ballo. Dopo la morte di Anatolio e di suo fratello Paolo, la villa passò al figlio di Paolo, il Principe Paolo II Demidoff.
Paolo II Demidoff non amò molto la villa, perché gli ricordava la prima moglie morta dopo pochi anni di matrimonio. Egli acquistò e decorò la Villa di Pratolino, oggi conosciuta come Villa Demidoff e vi si trasferì con la seconda moglie. La villa fu venduta e le collezioni di oggetti d'arte, minerali, quadri e sculture vennero gradualmente messe all'asta. Il 5 novembre 1881 la villa fu ceduta a Gastone Mestayer, mentre i terreni furono acquistati da Nemesio Papucci e dal Marchese Pier Francesco Rosselli Del Turco.
Della villa restato fonti scritte e iconografiche, come una stampa del 1822 e alcune vedute interne opera di Jean-Baptiste-Fortune De Fournier del 1841. Oltre ai ritratti di famiglia e agli affreschi della cupola, si distinguono alcuni ritratti di Napoleone e della sua famiglia, dono di Giuseppe Bonaparte, che fu ospite dei Demidoff durante il suo esilio e padrino di Anatolio.
Nel parco di Villa Demidoff è stato costruito il primo campo da golf in Italia nel 1889.
Il Florence Golf Club fu fondato da un gruppo di inglesi facenti parte della numerosa colonia di sudditi di Sua Maestà Britannica presente a Firenze nell'Ottocento. Sui prati di San Donato giocarono i pionieri del football di Firenze, giocatori del cosiddetto calcio all'inglese, una élite di aristocratici inglesi ed italiani che costituirono il Florence Football Club nel 1898.

## La villa oggi

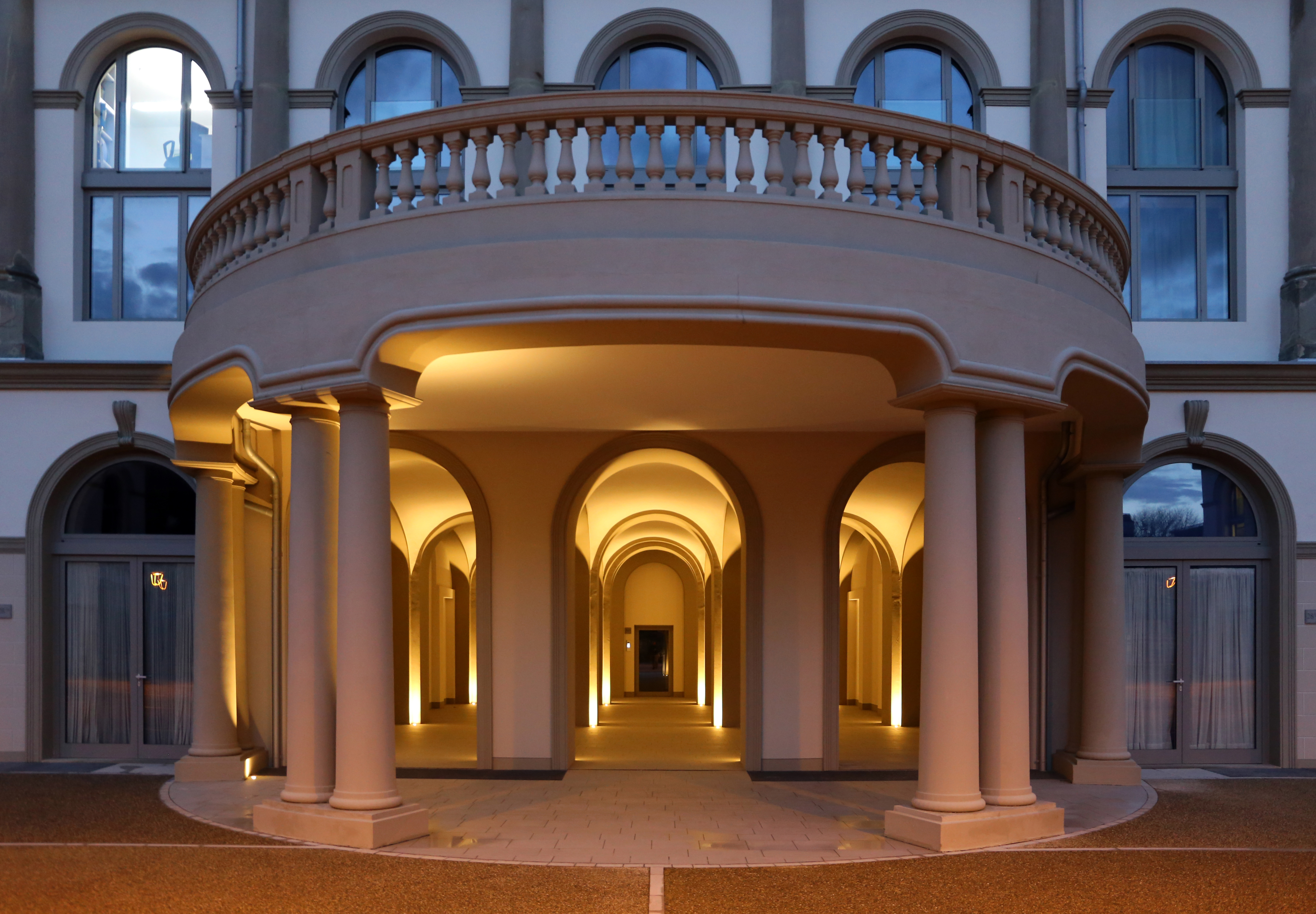
L'atrio ripristinato

La villa venne gravemente danneggiata durante la seconda guerra mondiale e mai più ripristinata. Negli ambienti superstiti furono ricavate modeste abitazioni, mentre il parco attiguo veniva completamente occupato da costruzioni moderne.
Prima dell'intervento di ricostruzione, nel 2012, il corpo centrale della villa presentava ancora le forme neoclassiche, con le lesene, le finestre ad arco, ecc., ma, sprovvisto di qualsiasi vincolo alla conservazione, ospitava alcune officine e depositi, con numerose costruzioni di tipo a capannone che ne occupavano una parte dell'antico piazzale a ridosso dei muri originali. Essendo una zona interna rispetto alle principali vie della zona (vi si arriva solo da strade senza sbocco o da vie private dei palazzi circostanti), molti dei fondi ricavati nella villa erano vuoti e lasciati al più completo abbandono. Sul lato est esisteva ancora una loggia che immetteva nel parco, ma appariva danneggiata da infiltrazioni, transennata e abbandonata.
La ricostruzione della villa, ad uso abitato e commerciale, ha permesso di restituire all'immobile le forme dell'antico edificio, sebbene con alcune semplificazioni: nella riqualificazione sono mantenute, e ricreate, qualora fossero state perse dalle ristrutturazioni post-belliche, le linee neoclassiche e la cupola.
Lo spazio frontale della villa, dove esisteva l'antico ingresso al parco, risulta comunque occupato dall'edificio di una scuola, che ancora esiste e che si affaccia su via San Donato. La scuola, dall'asciutta architettura moderna, ha sul cancello d'ingresso due insoliti propilei somiglianti a tempietti che formano una piccola esedra semicircolare in stile neoclassico. I due piccoli edifici tamponati in tutte le aperture e lasciati al totale abbandono, sono tenuti in involucri per prevenire i danni da crollo.
Di contro, la Cappella Demidoff di San Donato è ancora in buono stato. Si tratta di un edificio ispirato al Pantheon di Roma, che è attualmente utilizzato dalla Chiesa di Cristo di Firenze.

## Altre immagini

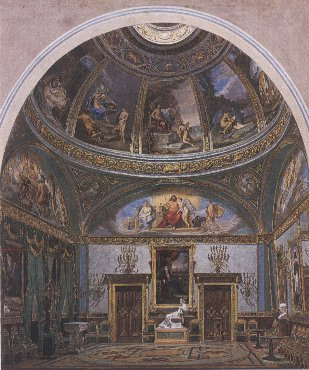
Veduta del Salone centrale, di Jean-Baptiste-Fortune De Fournier
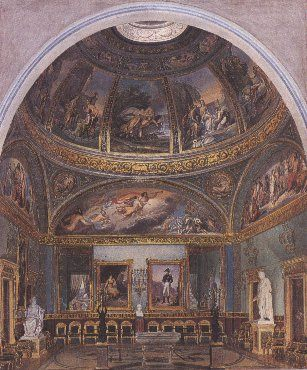
Veduta del Salone centrale, di Jean-Baptiste-Fortune De Fournier
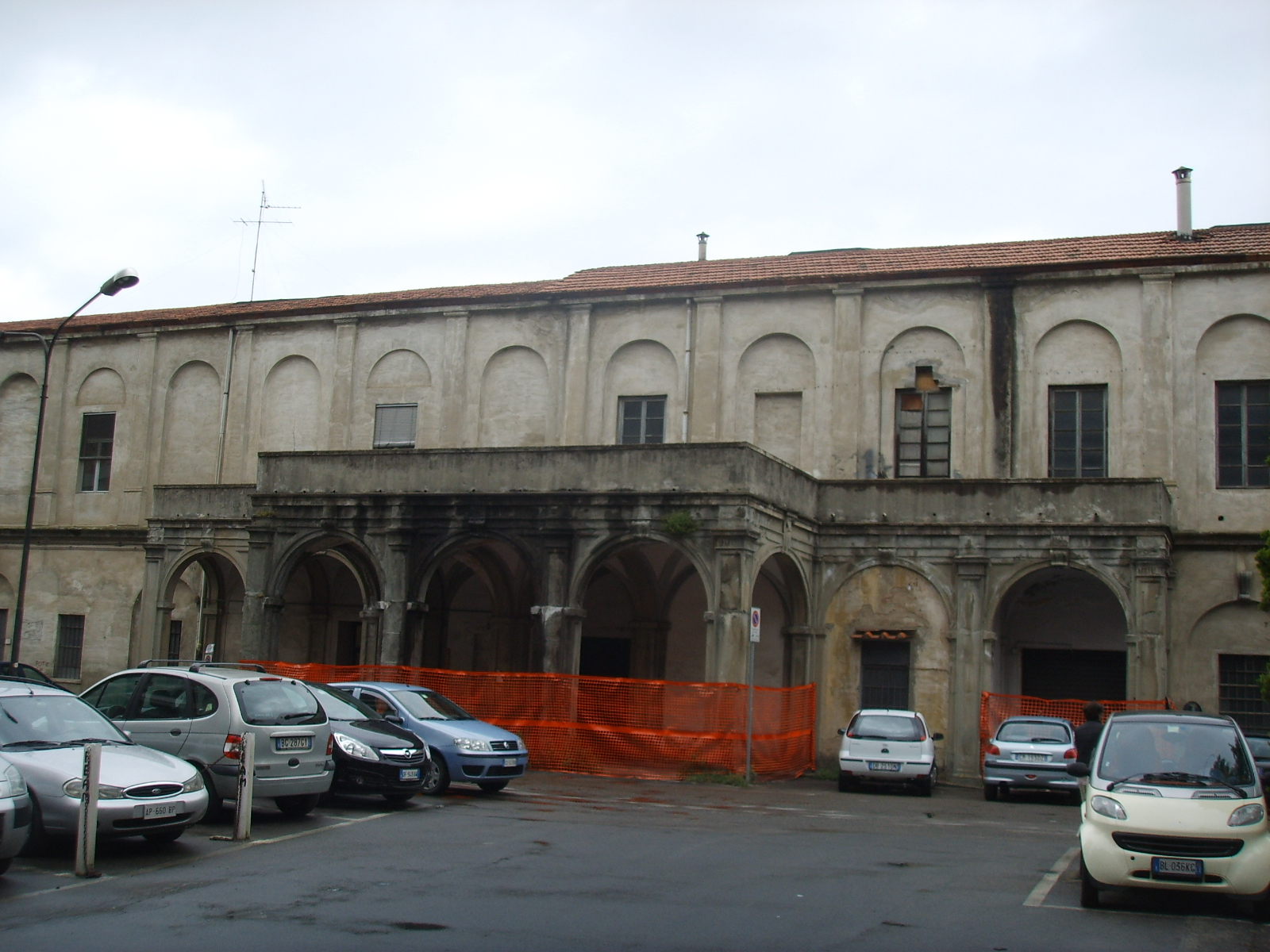
La loggia prima del restauro
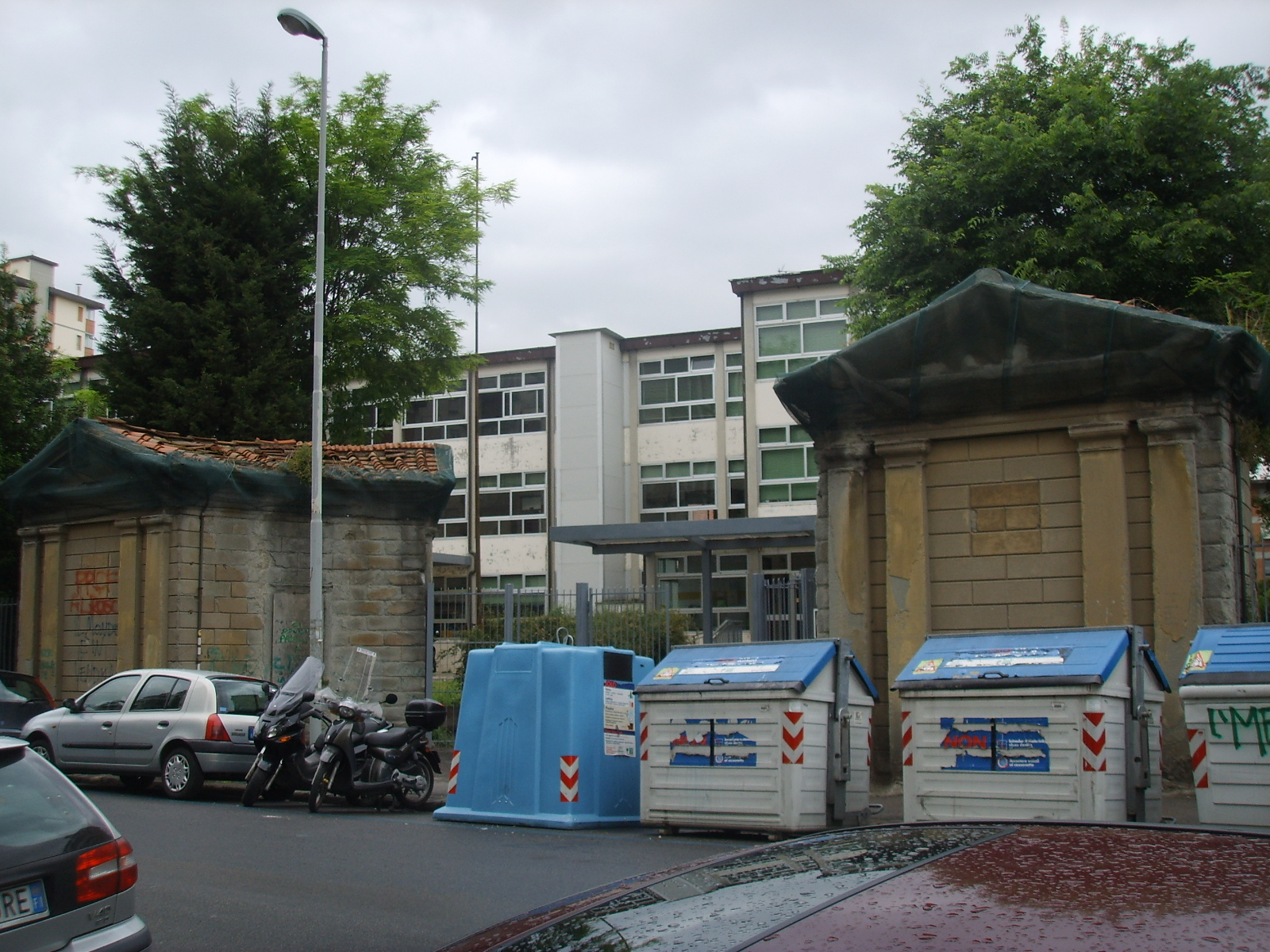
I propilei prima del restauro
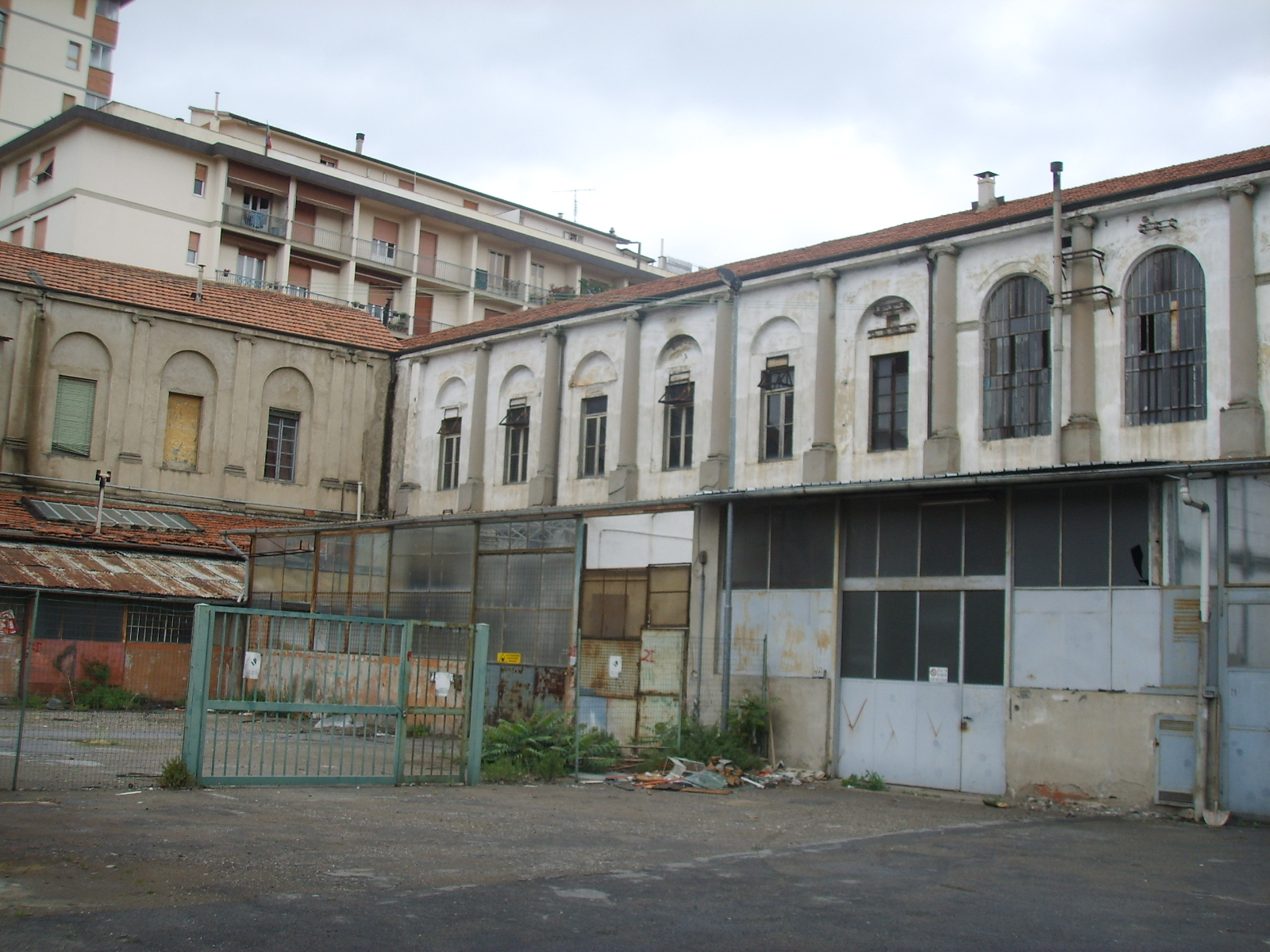
Villa San Donato prima del restauro
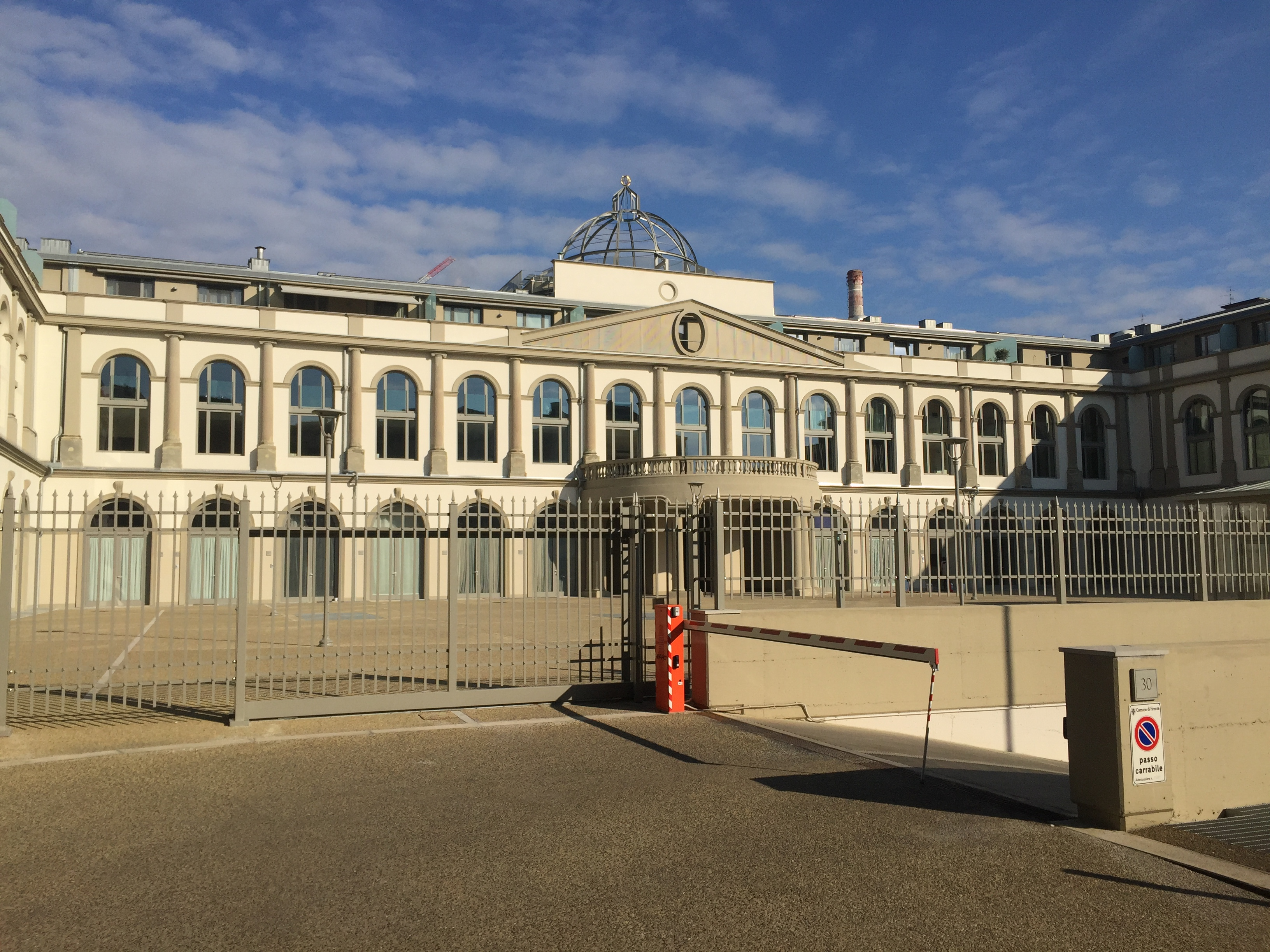
La villa durante la fase di restauro (dicembre 2017)